# Diplectrona cognata
Diplectrona cognata är en nattsländeart som beskrevs av Kimmins in Mosely och Douglas E. Kimmins 1953. Diplectrona cognata ingår i släktet Diplectrona och familjen ryssjenattsländor. Inga underarter finns listade i Catalogue of Life.